# Ivanovo Detstvo
A Infância de Ivan, russo: Ivanovo Detstvo (Rus. Иваново Детство), é um filme russo de 1962, do gênero drama, dirigido por Andrei Tarkovski.
Este filme ganhou o Leão de Ouro no Festival de Veneza de 1962, além de prêmios em San Francisco, Varsóvia e Nova York.

## Sinopse
O jovem e desconhecido na época Andrei Tarkovski emocionou platéias e a crítica internacional com seu primeiro longa metragem "A Infância de Ivan". Foi o grande vencedor do Leão de Ouro em Veneza, desbancando filmes dos consagrados Godard, Kubrick e Pasolini. Este extraordinário e sensível filme retrata de forma poética e comovente a guerra pelos olhos de uma criança.
Na história, Ivan, um menino de 12 anos fica órfão, e passa algum tempo refugiado lendo revistas, até que um dia ele sai para atravessar o rio que vem sendo atacado por nazistas a todo o momento, o pequeno menino russo consegue atravessar o rio e ao chegar à outra margem, encontra soldados russos pedindo para falar com os homens do QG que o conheciam, e assim continua trabalhando ao lado dos soldados. Ele tem continuas e frequentes lembranças de sua mãe, seus amigos e suas irmãs. Depois de muitos acontecimentos e da morte do seu grande amigo que pretendia adota-lo após a guerra, Ivan e mais dois russos tentam a travessia para a outra margem pelo mesmo rio cheio de nazistas, e a todo momento bombardeado. Ivan insiste em ir na frente e assim eles se separam. Ao fim da guerra e em meio a comemoração dos russos, são feitas as buscas dos arquivos com as fotos e os nomes dos prisioneiros que os nazistas mantinham durante a guerra, nisso é encontrado o arquivo de Ivan.

## Elenco
Nikolai Burlyayev ... Ivan Bondarev

Valentin Zubkov ... Leonid Kholin

Evgeniy Zharikov ... Galtsev

Stepan Krylov ... Katasonov

Nikolay Grinko ... Gryaznov

Dmitri Milyutenko ... Homem Velho

Valentina Malyavina ... Masha

Irina Tarkovskaya ... Ivan's Mother